# Panaeolus semiovatus
Il Panaeolus semiovatus (Sowerby) S. Lundell & Nannf., 1938 è un fungo basidiomicete.

## Descrizione
Il corpo fruttifero varia dal grigio al grigiastro, fino al cinerognolo.

## Commestibilità
Può causare effetti allucinogeni. Ha odore fungino e non ha sapore.

## Tassonomia

### Sinonimi e binomi obsoleti
- Agaricus semiovatus Sowerby, Col. fig. Engl. Fung. Mushr. (London) 2: pl. 131 (1798)
- Coprinus semiovatus (Sowerby) Gray, Nat. Arr. Brit. Pl. (London) 1: 632 (1821)
- Panaeolus semiovatus (Sowerby) S. Lundell & Nannf., Fungi Exsiccati Suecici 11-12: 14 (no. 537) (1938) f. semiovatus
- Panaeolus semiovatus (Sowerby) S. Lundell & Nannf., Fungi Exsiccati Suecici 11-12: 14 (no. 537) (1938) var. semiovatus
- Anellaria semiovata (Sowerby) A. Pearson & Dennis, Trans. Br. mycol. Soc. 31(3-4): 185 (1948)

### Specie simili
- Panaeolus sphinctrinus
- Panaeolus subbalteatus
- Panaeolus acuminatus